# Saint-Lamain
Saint-Lamain – miejscowość i gmina we Francji, w regionie Burgundia-Franche-Comté, w departamencie Jura.
Według danych na rok 1990 gminę zamieszkiwało 110 osób, a gęstość zaludnienia wynosiła 26 osób/km² (wśród 1786 gmin Franche-Comté Saint-Lamain plasuje się na 633. miejscu pod względem liczby ludności, natomiast pod względem powierzchni na miejscu 864.).